# Sergio Pérez
Sergio Michel Pérez Mendoza (født 26. januar 1990), ofte kendt under kælenavnet Checo, er en mexikansk racerkører, der sidst kørte for Formel 1-teamet Red Bull Racing.

## Formel 1-karriere

### Sauber

#### 2011
Han debuterede i Formel 1 i 2011, hvor han kørte for Sauber-teamet. Pérez sluttede på sekstendepladsen.

#### 2012
Pérez scorede sin første podieplacering i Malaysia i 2012. Han fik i 2012 sæsonen 3 podiumplaceringer, og sluttede på tiendepladsen i sæsonen.

### McLaren

#### 2013
Pérez blev tilknyttet McLaren-teamet i 2013, hvor han afløste den tidligere verdensmester Lewis Hamilton. Pérez sluttede på elvtepladsen i 2011.
Efter hans første sæson i McLaren var han afløst af Kevin Magnussen for 2014.

### Force India

#### 2014
Pérez skiftede til Force India. Han kom på tiendepladsen, med et enkelt podium i sin første sæson der.

#### 2015
2015 var meget lignende, da Pérez sluttede på niendepladsen med et podium.

#### 2016
Pérez blev syvendepladsen med to podium i 2016.

#### 2017
Pérez blev igen syvendepladsen, dog uden et podium i 2017.

### Racing Point

#### 2018
Force India blev købt af Lawrence Stroll i løbet af 2018 sæsonen, og blev omdøbt til Racing Point.
Pérez sluttede på ottendepladsen med et podium.

#### 2019
Pérez blev tiendepladsen i 2019.

#### 2020
Racing Point var meget bedre i 2020 end de havde været før, og Pérez blev fjerdeplads i sæsonen. Pérez opnåede to podium og vandt sit først grand prix nogensinde. Pérez vandt Sakhir Grand Prix på trods af at han efter første omgang lå sidst efter et sammenstød med Charles Leclerc.

### Red Bull

#### 2021
Pérez skiftede ved 2021 sæsonen til Red Bull.
Pérez kom på fjerdepladsen og Pérez opnåede 5 podium med en enkel sejr.